# 다나카 미쓰아키
다나카 미쓰아키(일본어: 田中光顕 타나카 미츠아키[*], 1843년 11월 16일(덴포 14년 음력 9월 25일) ~ 1939년(쇼와 14년) 3월 28일)는 일본 제국의 관료이자 정치인이다. 원로원의관, 내각서기관장, 회계검사원장, 귀족원의원, 궁내대신을 역임하였으며, 종일위 훈일등 백작이다.